# 陈政立
陈政立（1960年—），汉族，广东深圳人，中华人民共和国企业界人物。1995年6月任中国宝安集团主席兼总裁。2000年4月兼任中国风险投资有限公司董事长。中央广播电视大学本科、浙江大学管理工程硕士研究生。

## 生平
2007年12月，中国民主建国会第九次全体代表大会在北京举行。12月20日，大会选举产生新一届中央委员会，他当选为副主席。2008年，当选第十一届全国政协常务委员，代表中国民主建国会，分入第八组。